# Gschwindl

Historisches Logo Verkehrsbetriebe Gschwindl

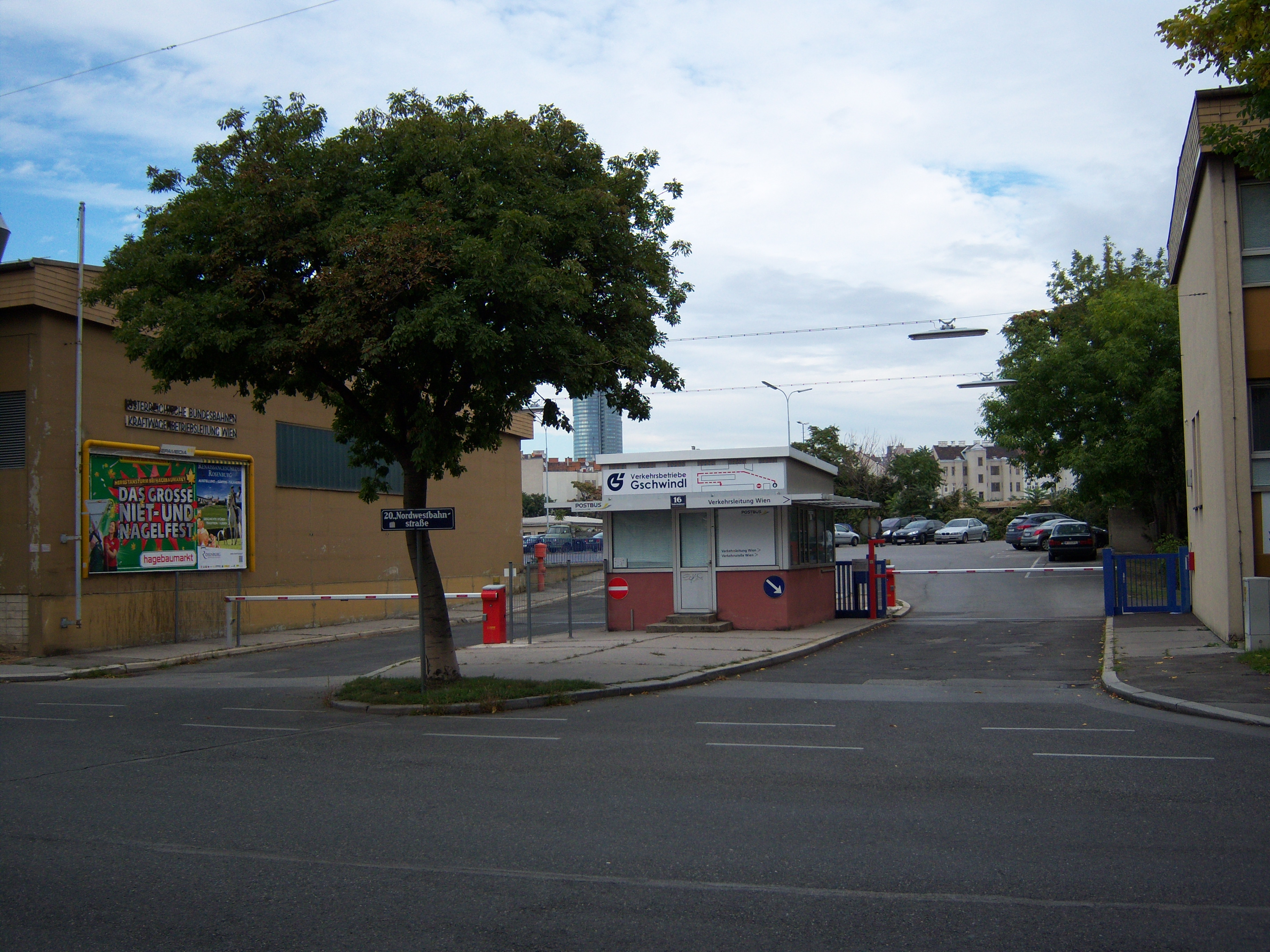
Ehemaliger Betriebshof Nordwestbahnstraße

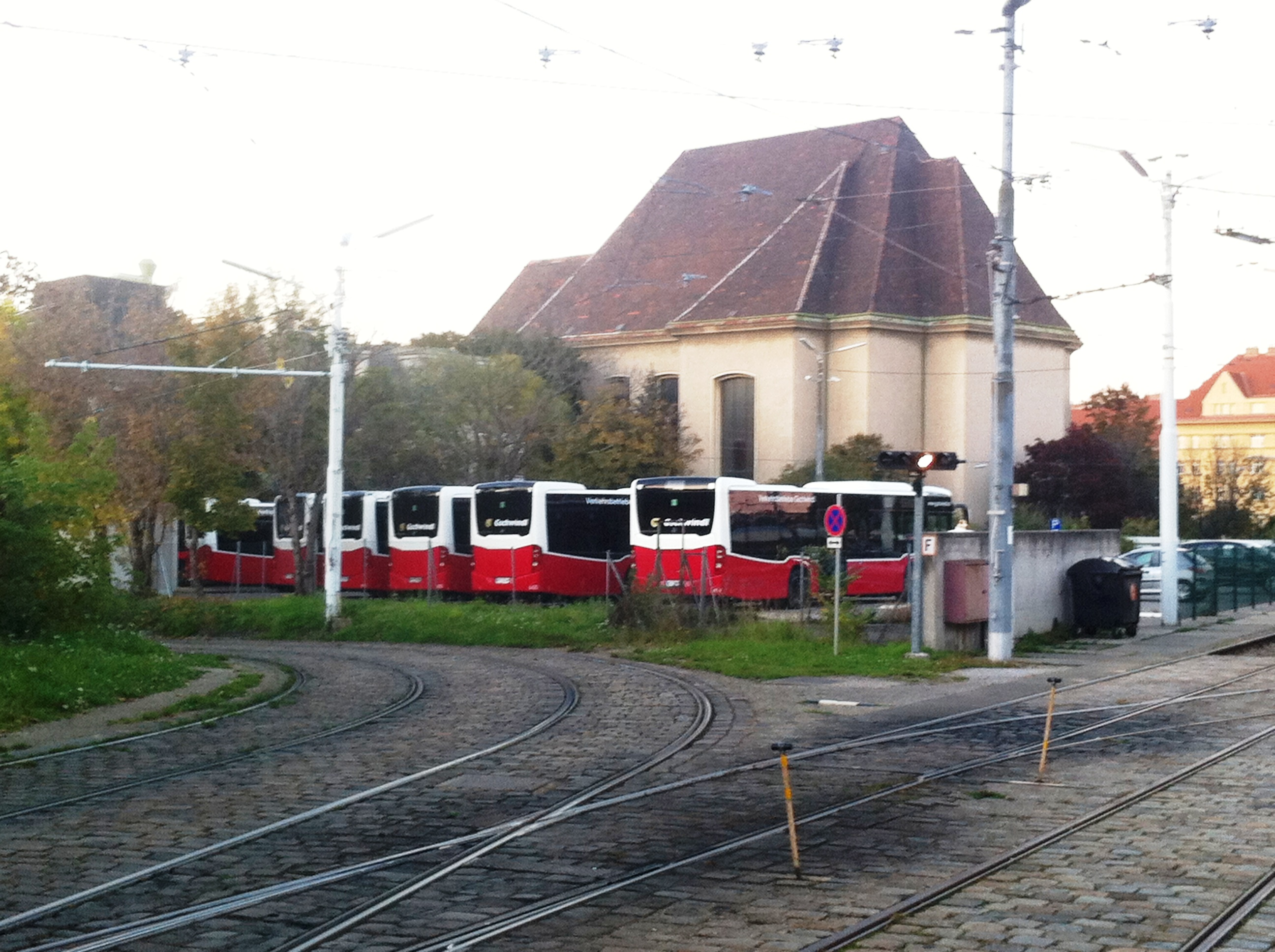
Ehemaliger Bushof Wolfganggasse

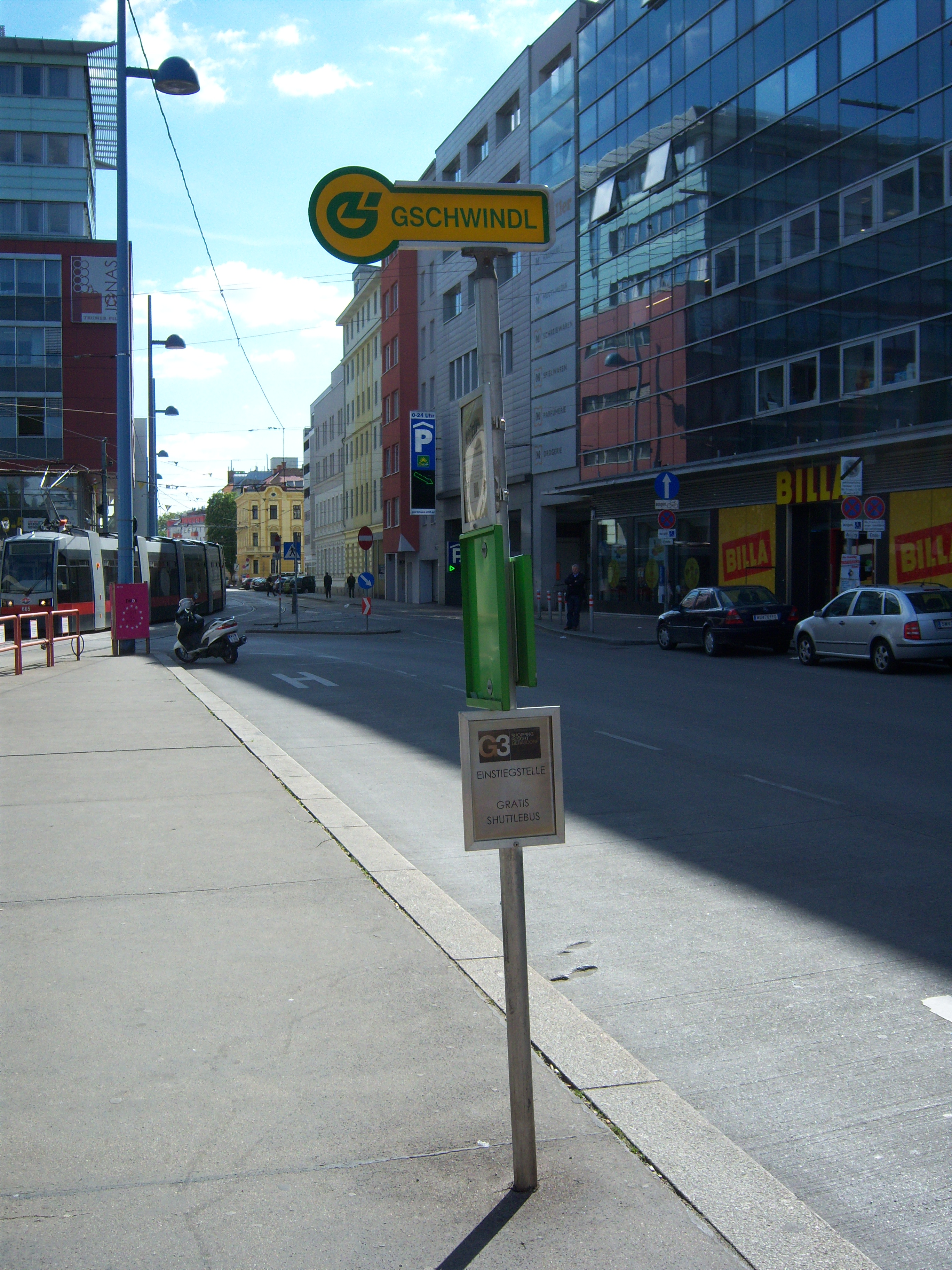
Haltestelle der Verkehrsbetriebe Gschwindl am Bahnhof Floridsdorf

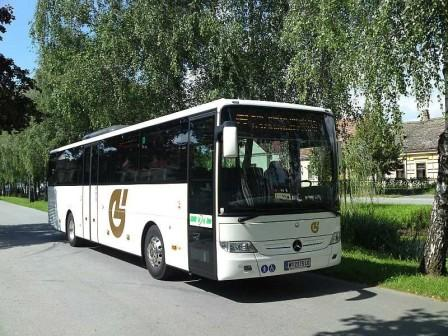
Ein Überlandlinienbus der Verkehrsbetriebe Gschwindl im Linienverkehr

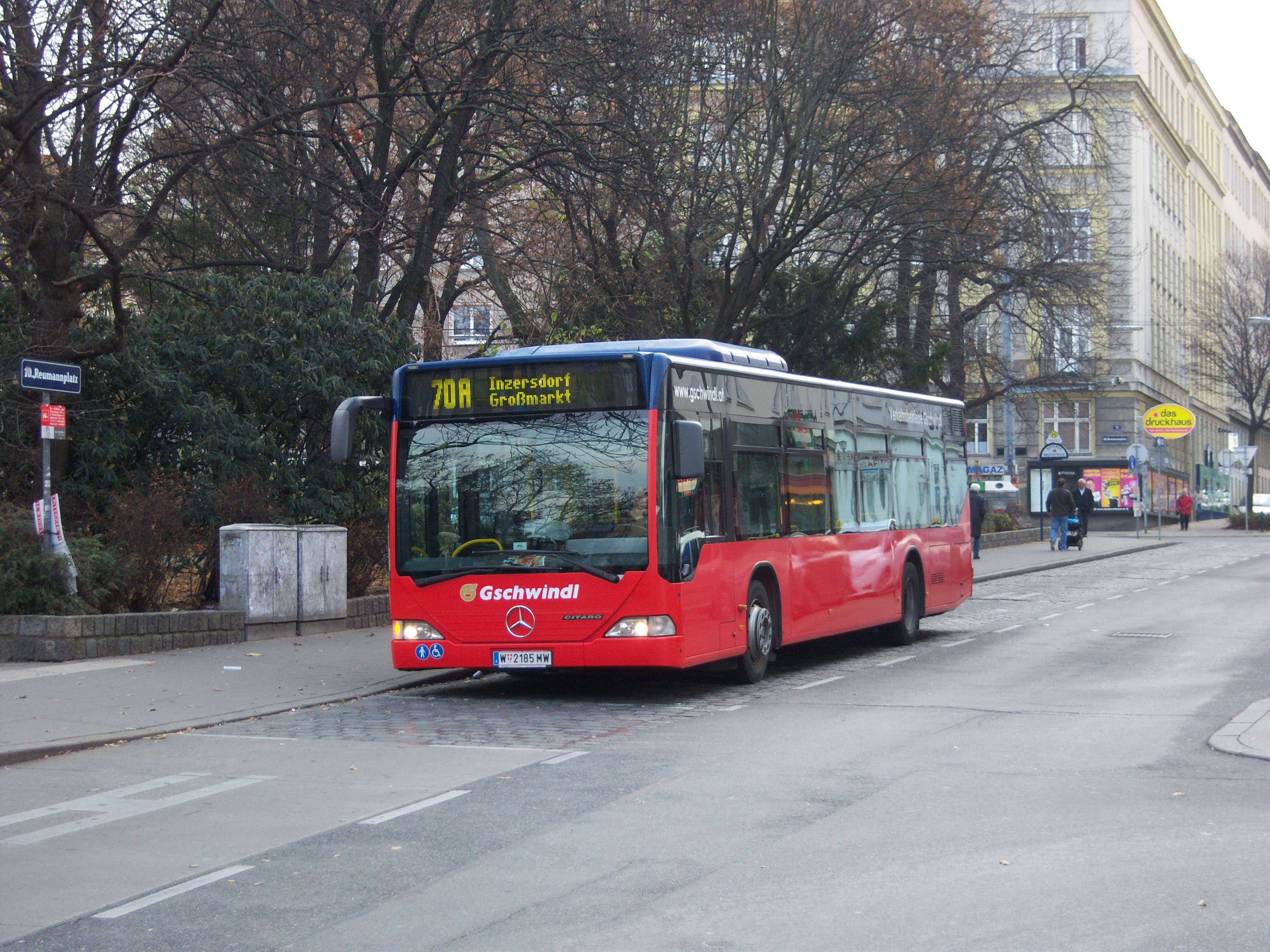
Bereits ausgeschiedener Bus auf der bis 2013 betriebenen Linie 70A

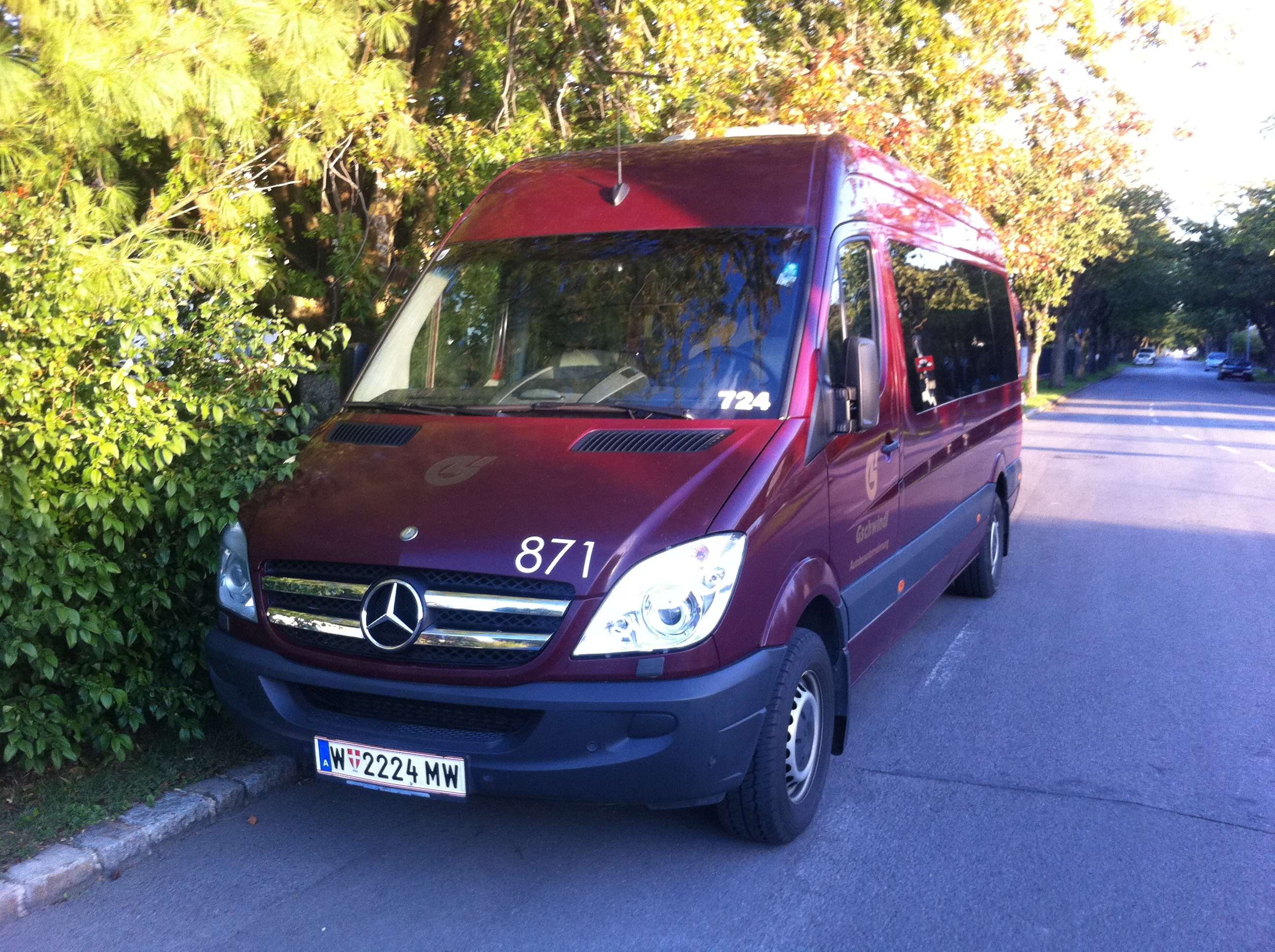
Ein Kleinbus

Verkehrsbetriebe Gschwindl ist ein österreichisches Verkehrsunternehmen mit Firmensitz im niederösterreichischen Großebersdorf und Unternehmenszentrale im Industriegebiet Wien-Strebersdorf. Das Unternehmen gliedert sich in die Mutterfirma Verkehrsbetriebe Gschwindl GmbH sowie die Tochterfirmen Gschwindl Reisen GmbH und Gschwindl Linien GmbH. Die drei wichtigsten Betriebszweige sind Reisebus, Fahrtendienst und Linienverkehr. Zudem betreibt die zum Gschwindl-Konzern gehörende Austrotouring Verkehrsbetriebe GmbH den Busterminal Vienna.

## Geschichte
Das von Josef Gschwindl gegründete Familienunternehmen ist seit Ende der 1920er Jahre im Transportwesen tätig. Nachdem Herbert Gschwindl sen. die Firma übernommen hatte, baute er sie weiter aus; Sein Sohn Herbert Gschwindl jun., vergrößerte das Unternehmen abermals. Inzwischen ist das Familienunternehmen in der 4. Generation.
In den 1990er Jahren kaufte Gschwindl die Firma Fahrtendienst Haas und baute diese aus.
Mit rund 600 Mitarbeitern sind die Verkehrsbetriebe Gschwindl das größte Busunternehmen im Weinviertel.

## Betriebshöfe
Seit April 2022 sind alle Unternehmenszweige zentral am Standort Wien-Strebersdorf, Trauzlgasse 1, konzentriert.
Neben der Unternehmenszentrale verfügt Gschwindl noch über einen Betriebshof in Poysdorf. Einige Busse werden auch auf dem Dr. Richard-Abstellplatz Hackinger Straße sowie auf einem Gelände in der Talpagasse abgestellt.

### Ehemalige Standorte
- Betriebsgarage Nordwestbahnhof; Nordwestbahnstraße 16, 1200 Wien; für Linienbusse; 2016 aufgelöst
- Betriebshof Wolfganggasse; Eichenstraße 2, 1120 Wien; für Linienbusse; 2018 aufgelöst
- Betriebshof Oberlaaer Straße; Oberlaaer Straße 282, 1230 Wien; für Linienbusse; 2023 aufgelöst
- Abstellplatz Gorskistraße; Gorskistraße 2, 1230 Wien; für Linienbusse; 2023 aufgelöst
- Unternehmenszentrale Hagenbrunn; Hubertusgasse 2, 2201 Hagenbrunn-IZ; für Reisebus und Fahrtendienst; 2022 aufgelöst

## Linienverkehr International
Der internationale Linienverkehr wird vom Busterminal Wien Stadion Center abgewickelt.
Vom 14. Juli 2016 bis Juli 2017 betrieb Gschwindl im Auftrag der ÖBB-Fernbus GmbH die Linien Wien–Berlin, Wien–Venedig und Prag–Venedig.

## Linienverkehr Niederösterreich
Gschwindl konnte bei den Ausschreibungen des Verkehrsverbund Ost-Region mehrere Auftragslose in den Bereichen Weinviertel-West, Weinviertel-Ost und St. Pölten-Region gewinnen und betreibt in diesen Gebieten Regionalbuslinien.
Die Busse werden von den Betriebshöfen Wien-Strebersdorf und Poysdorf aus betrieben. Einzelne Busse werden auf öffentlichen oder privaten Parkflächen in der Nähe der Linien abgestellt.
- Linie 1: Stadtverkehr Korneuburg
- Linie 2: Stadtverkehr Korneuburg
- Linie 150: Wien Floridsdorf - Bernhardsthal
- Linie 446: Sieghartskirchen - Krems
- Linie 470: St. Pölten - Tullnerfeld
- Linie 471: Böheimkirchen - Michelbach Markt
- Linie 472: Böheimkirchen - Stössing
- Linie 473: Böheimkirchen - Herzogenburg
- Linie 476: Herzogenburg - Traismauer
- Linie 480: St. Pölten - Traismauer
- Linie 486: Krems - Paudorf
- Linie 488: Krems - Paudorf
- Linie 489: Krems - Gansbach
- Linie 500: Wien Floridsdorf - Mistelbach
- Linie 505: Wien Floridsdorf - Zistersdorf
- Linie 560: Mistelbach - Bernhardsthal
- Linie 561: Mistelbach - Rabensburg
- Linie 562: Mistelbach - Hohenau
- Linie 563: Mistelbach - Drösing
- Linie 564: Mistelbach - Drösing
- Linie 565: Mistelbach - Dürnkrut
- Linie 566: Mistelbach - Bernhardsthal
- Linie 567: Mistelbach - Zistersdorf
- Linie 568: Poysdorf - Zistersdorf
- Linie 569: Hohenau - Poysdorf
- Linie 570: Mistelbach - Eibesthal
- Linie 571: Mistelbach - Martinsdorf
- Linie 572: Mistelbach - Ernstbrunn
- Linie 573: Altlichtenwarth - Hollabrunn
- Linie 850: Wien Floridsdorf - Korneuburg
- Linie 853: Korneuburg - Enzersfeld
- Linie 856: Ortsverkehr Langenzersdorf
- Linie 857: Korneuburg - Pyhra
- Linie 858: Korneuburg - Ernstbrunn

### Ehemalige Linien
- Linie GS1: Deutsch-Wagram – IZ Hagenbrunn
- Linie GS2: Deutsch-Wagram – Wolkersdorf
- Linie WA 50: Pöggstall – Melk
- Linie WA 51: Ybbs an der Donau – Ysper – Pöggstall – Zwettl
- Linie WA 60: Gföhl – Krumau am Kamp
- Linie WA 61: Gföhl – Lichtenau – Ottenschlag – Kottes

## Linienverkehr Wien
In den 1970er und 1980er Jahren betrieb Gschwindl Linienverkehr als Subunternehmer der Wiener Verkehrsbetriebe. Durch Entzug des Auftrags verschwand dann der Name Gschwindl im Linienverkehr.
Der Wiedereinstieg gelang am 1. März 2012 durch Übernahme der Wiener Lokalbahnen Busbetrieb GmbH (WLBB), welche daraufhin in Herbert Gschwindl Buslinien GmbH umbenannt wurde, und deren Linien 16A, 33A, 37A, 67A, 70A und 80A sowie dem IKEA-Bus. Seither wurden zahlreiche zusätzliche Linien übernommen, einige mussten hingegen an die Konkurrenz abgegeben werden. Insgesamt stieg die Anzahl der Linien stetig.
Gschwindl ist nach Dr. Richard der zweitgrößte private Betreiber von Autobuslinien in Wien. Derzeit werden sechzehn Linien im Auftrag der Wiener Linien sowie jeweils eine Linie im Auftrag der Österreichischen Post AG und des G3 Shopping Resort betrieben. Gelenkbusse werden auf den Linien 92A, 92B (Wochenends) und G3 eingesetzt.

### Linien
| Linie | Verlauf                                                        | Betriebsgarage   | Betriebsübernahme     | Bild |
| 5A    | Griegstraße – Gaußplatz – (Nestroyplatz)                       | Trauzlgasse      | 1. Jänner 2024        |      |
| 5B    | Heiligenstadt – Praterstern                                    | Trauzlgasse      | 1. Oktober 2022       |      |
| 19A   | Rundkurs Per-Albin-Hansson-Siedlung                            | Gadnergasse      | 2. September 2017     |      |
| 25A   | Rennbahnweg – Süßenbrunner Platz                               | Trauzlgasse      | 1. Oktober 2022       |      |
| 37A   | (Dänenstraße) – Nußdorfer Straße – Engerthstraße, Traisengasse | Trauzlgasse      | 1. März 2012 von WLBB |      |
| 41A   | Pötzleinsdorf – Neustifter Friedhof                            | Trauzlgasse      | 1. Oktober 2014       |      |
| 53A   | Hütteldorf – Unter St. Veit, Verbindungsbahn                   | Hackinger Straße | 1. Jänner 2020        |      |
| 54A   | Ober St. Veit – Stock im Weg – Lainz – Ober St. Veit           | Hackinger Straße | 1. Jänner 2020        |      |
| 54B   | Ober St. Veit – Lainz – Stock im Weg – Ober St. Veit           | Hackinger Straße | 1. Jänner 2020        |      |
| 68A   | Reumannplatz - Filmteichstraße - Laaer Berg                    | Gadnergasse      | 1. Jänner 2025        |      |
| 68B   | Reumannplatz - Filmteichstraße - Oberlaa                       | Gadnergasse      | 1. Jänner 2025        |      |
| 80A   | Praterstern – Schlachthausgasse – (Neu Marx)                   | Trauzlgasse      | 1. März 2012 von WLB  |      |
| 92A   | Kaisermühlen – Donaustadtbrücke – Aspern, Zachgasse            | Trauzlgasse      | 17. Dezember 2012     |      |
| 92B   | (Kaisermühlen) – Donaustadtbrücke – Ölhafen Lobau              | Trauzlgasse      | 17. Dezember 2012     |      |
| BZW   | Westbahnhof – Hauptbahnhof – Briefzentrum Wien                 | Talpagasse       | 1. Juli 2015          |      |
| G3    | Floridsdorf – G3 Shopping Resort Gerasdorf                     | Trauzlgasse      | 18. Oktober 2012      |      |

### Fuhrpark
Mit der Übernahme des Busbetriebes WLBB der Wiener Lokalbahnen im März 2012 wurden auch 34 Busse der Marke Mercedes-Benz Citaro mit Abgasnorm Euro 3 bzw. EEV übernommen. Diese kamen vorrangig auf den von den WLBB übernommenen Linien 16A, 33A, 37A, 67A, 70A und 80A zum Einsatz. Alle von den WLBB übernommenen Busse mit Abgasnorm EEV wurden umlackiert und bekamen die Wiener Linien-Lackierung sowie eine vierstellige Wagennummer, anstelle der bei den WLBB gebräuchlichen dreistelligen Wagennummer. Die Euro 3-Wagen behielten ihre Lokalbahn-Lackierung und ihre dreistellige Wagennummer. Inzwischen wurden alle Busse Lokalbahn-Beständen ausgeschieden und zahlreiche neue Fahrzeuge angeschafft.
Derzeit umfasst der Fuhrpark der Gschwindl Linien GmbH ca. 100 Niederflur-Stadtlinienbusse, welche in den Betriebshöfen Trauzlgasse (Wien 21), Hackinger Straße (Wien 14, Dr. Richard) und Gorskistraße (Wien 23) stationiert sind. Alle Fahrzeuge werden durch Dieselmotoren angetrieben und verfügen über eine Klimaanlage.

#### Normalbusse
Stand: ca. 2020
| Type                    | Abgasnorm | Anzahl | Baujahre    | Wagennummern                                                            | Sitzplätze | Stehplätze | stationiert in Garage                     | Einsatz auf den Linien (sporadisch)                                                  | Foto |
| ----------------------- | --------- | ------ | ----------- | ----------------------------------------------------------------------- | ---------- | ---------- | ----------------------------------------- | ------------------------------------------------------------------------------------ | ---- |
| Mercedes-Benz Citaro II | Euro 6    | 84     | 2015 – 2020 | 6509 – 6511 6600 – 6601 6700 – 6720 6800 – 6817 6900 – 6936 6000 – 6002 | 35         | 61         | Trauzlgasse, Hackinger Straße, Talpagasse | 17A, 19A, 20A, 20B, 22A, 33A, 37A, 41A, 53A, 54A, 54B, 60A, 70A, 80A, 92B, (G3), BZW |      |

#### Gelenkbusse
Stand: ca. 2020
| Type                    | Abgasnorm | Anzahl | Baujahre  | Wagennummern           | Sitzplätze | Stehplätze | stationiert in Garage | Einsatz auf den Linien (sporadisch) | Foto |
| ----------------------- | --------- | ------ | --------- | ---------------------- | ---------- | ---------- | --------------------- | ----------------------------------- | ---- |
| Mercedes-Benz Citaro II | Euro 6    | 2 12   | 2014 2018 | 8402, 8403 8800 – 8811 | 47 43      | 99 108     | Trauzlgasse           | G3 92A, 92B, (G3)                   |      |

### Ehemalige Linien
| Linie | Verlauf                                             | Betriebsübernahme     | Betriebsaufgabe    |
| 5B    | Praterstern – Heiligenstadt                         | 2. Juli 2012          | 30. September 2017 |
| 16A   | (Marschallplatz) – Hetzendorf – Alaudagasse         | 1. März 2012          | 31. Dezember 2020  |
| 17A   | Oberlaa – Inzersdorf, Birostraße                    | 2. September 2017     | 31. Dezember 2022  |
| 29B   | Floridsdorf – Siedlung Bruckhaufen                  | 29. Juni 1974         | 30. Juni 1977      |
| 31B   | Stammersdorf, Zentralfriedhof – Pfarrer-Matz-Gasse  | 8. November 1974      | 31. Dezember 1976  |
| 32A   | Großjedlersdorf – Strebersdorf                      | 21. Juli 1977         | 31. März 1993      |
| 32B   | Floridsdorf – Schwarzlackenau                       | 7. November 1974      | 31. Dezember 1976  |
| 41A   | Neustifter Friedhof – Pötzleinsdorf                 | 31. Oktober 1968      | 22. Februar 1988   |
| 43B   | Hütteldorf – Neustift, Agnesgasse                   | 13. November 2012     | 30. Juni 2016      |
| 67A   | Reumannplatz – Inzersdorf, Birostraße               | 1. März 2012 von WLBB | 31. Dezember 2013  |
| 70A   | Reumannplatz – Inzersdorf, Großmarkt                | 1. März 2012 von WLBB | 31. Dezember 2013  |
| 70A   | Oberlaa – Kledering                                 | 2. September 2017     | 31. Dezember 2022  |
| IKEA  | Wien, Oper – IKEA Shopping City Süd                 | 1. März 2012 von WLBB | 29. September 2012 |
| VAL3  | Kagran – Flughafen Wien-Schwechat                   | 18. März 2016         | 19. April 2016     |
| 68A   | Reumannplatz U – Laaer Berg, Kurpark Nordosteingang | 1. November 2014      | 31. Dezember 2019  |
| 68B   | Reumannplatz U – Oberlaa U                          | 1. November 2014      | 31. Dezember 2019  |

### Ehemalige Fahrzeuge
Seit Wiedereinstieg in den Linienverkehr Wien 2012.

#### Normalbusse
| Type                    | Abgasnorm | Anzahl | Baujahre    | Ausmusterung | Wagennummern                        | Sitzplätze | Stehplätze | stationiert in Garage             | Einsatz auf den Linien (sporadisch) | Foto |
| ----------------------- | --------- | ------ | ----------- | ------------ | ----------------------------------- | ---------- | ---------- | --------------------------------- | ----------------------------------- | ---- |
| Mercedes-Benz Citaro    | Euro 3    | 24     | 2005 – 2006 | 2013 – 2016  | 515 – 538                           | 34/35      | 50         | Nordwestbahnstraße, Wolfganggasse | 37A, 67A, 70A, 80A, G3              |      |
| Mercedes-Benz Citaro    | EEV       | 4      | 2008        | 2014         | 3281 – 3284 (553 – 556)             | 32         | 50         | Nordwestbahnstraße, Wolfganggasse | (5B), 16A, 33A, (43B, G3)           |      |
| Mercedes-Benz Citaro    | EEV       | 6      | 2010        | 2016         | 3301 – 3306 (559 – 564)             | 33         | 50         | Wolfganggasse                     | 16A                                 |      |
| MAN Lion’s City         | EEV       | 7      | 2012        | 2017         | 3521 – 3527                         | 39         | 39         | Trauzlgasse                       | 5B, (G3)                            |      |
| Mercedes-Benz Citaro II | EEV       | 1      | 2012        | 2018         | 3321                                | 33         | 61         | Trauzlgasse                       | 92B, (G3)                           |      |
| Mercedes-Benz Citaro II | Euro 6    | 19     | 2013        | 2018 – 2020  | 6300 – 6309 6400 – 6408 6500 – 6508 | 35         | 61         | Trauzlgasse                       | 20A, 20B, 22A, 33A, 37A, 80A        |      |

#### Gelenkbusse
| Type                    | Abgasnorm | Anzahl | Baujahre  | Ausmusterung | Wagennummern                        | Sitzplätze | Stehplätze | stationiert in Garage        | Einsatz auf den Linien (sporadisch) | Foto |
| ----------------------- | --------- | ------ | --------- | ------------ | ----------------------------------- | ---------- | ---------- | ---------------------------- | ----------------------------------- | ---- |
| Mercedes-Benz Citaro II | EEV €6    | 11 12  | 2012 2014 | 2018 2020    | 8201 – 8211 8400, 8401, 8404 – 8413 | 49 47      | 96 99      | Trauzlgasse Oberlaaer Straße | 92A, 92B, G3 68A, 68B, (G3)         |      |

## Oldtimer
Die Fa. Gschwindl besitzt auch zahlreiche, betriebsfähige Oldtimer-Busse, die gemietet werden können.
| Type                    | Baujahr | Vorbesitzer | Lackierung                                                             | bei Gschwindl | Foto |
| ----------------------- | ------- | --- | ---------------------------------------------------------------------- | ------------- | ---- |
| Gräf & Stift GS 145 FON | 1962    | ex ÖBB Straßennostalgie (BB 2222), ex Bahnbus (Werksbus, BB 32831; ex BB 2221, ex BB 2381, ex W 302381)                  | Elfenbein-Purpurrot (ex Türkisblau-Silbergrau)                         | seit 2014     |      |
| Saurer 5 GF-O           | 1953    | ex ÖBB Straßennostalgie (BB 3333, ex BB 33333), ex Bahnbus (Werksbus, BB 33377; ex BB 3377, ex W 303377)                 | Elfenbein-Purpurrot (ex Türkisblau-Silbergrau, ex Elfenbein-Purpurrot) | seit 2014     |      |
| Setra S 210 H           | 1985    | ex ÖBB Straßennostalgie (BB 35501), ex Postbus (Fahrschulbus, BB 35501), ex Bahnbus (Fahrschulbus, BB 35501; ex BB 5501) | Türkisblau-Silbergrau (ex Weiß-Phönixrot gestreift)                    | 2014–2023     |      |
| Steyr SL 12 H 210       | 1977    | ex ÖBB Straßennostalgie (BB 7777 [diese Nummer hatte zuvor ein anderer SL 12]), ex Postbus (PT 12821)                    | Sandgelb                                                               | seit 2014     |      |